# 1 de junho
1 ou 1.º de junho é o 152.º dia do ano no calendário gregoriano (153.º em anos bissextos). Faltam 213 dias para acabar o ano.

## Eventos históricos

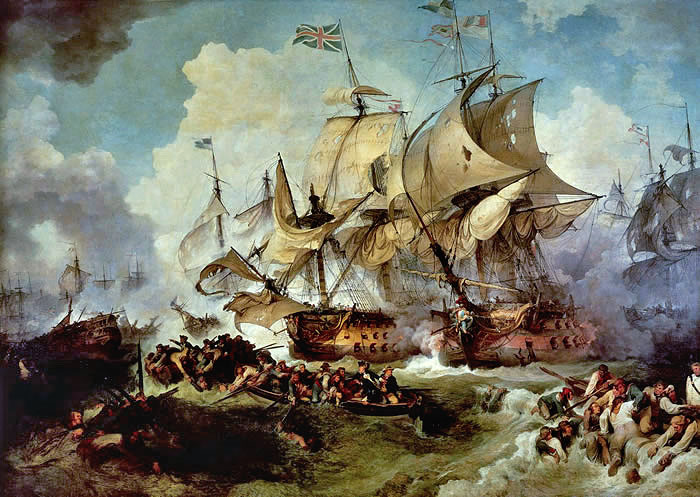
1794: Glorioso primeiro de junho

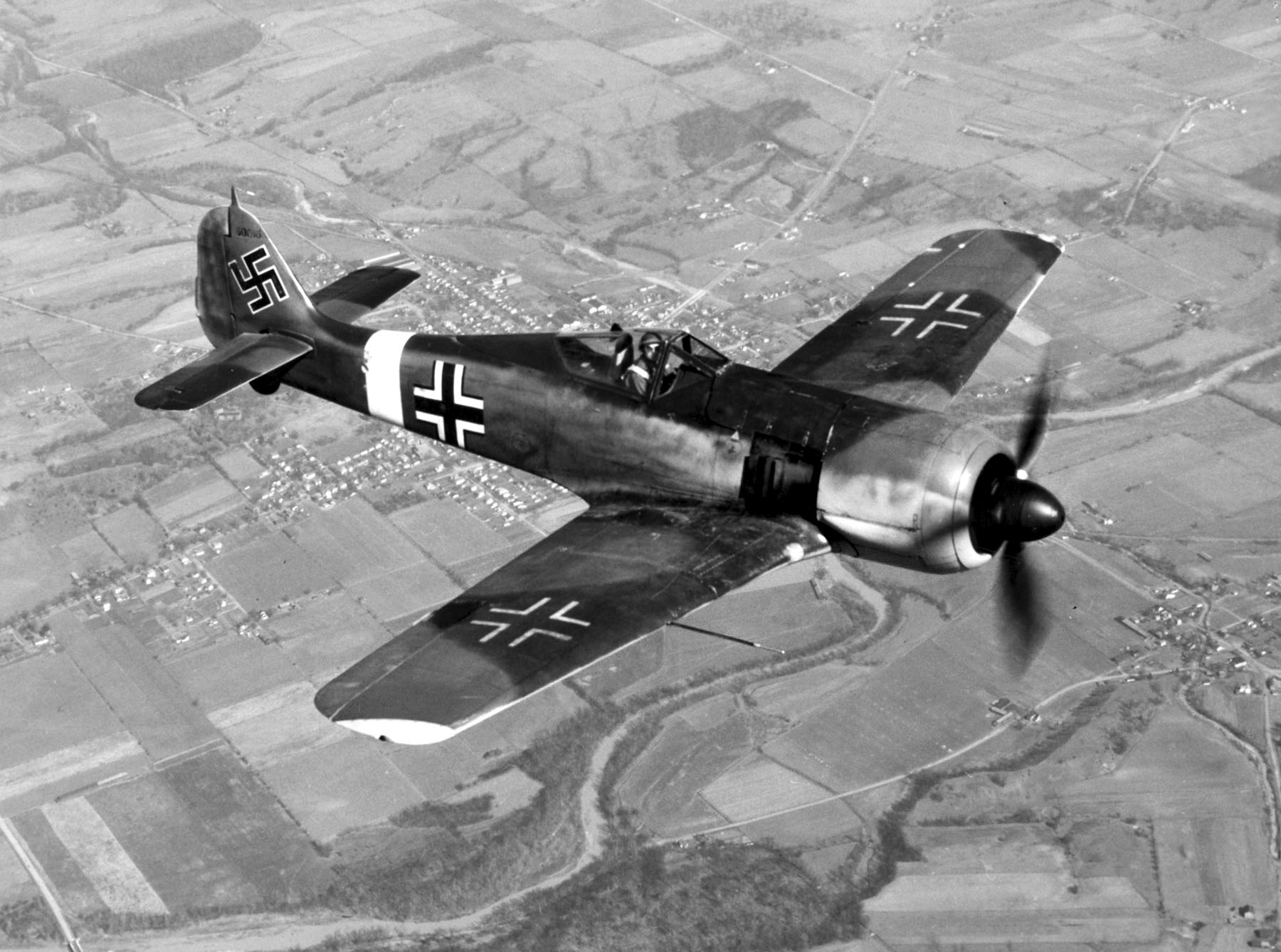
1939: Primeiro voo do caça alemão Focke-Wulf Fw 190

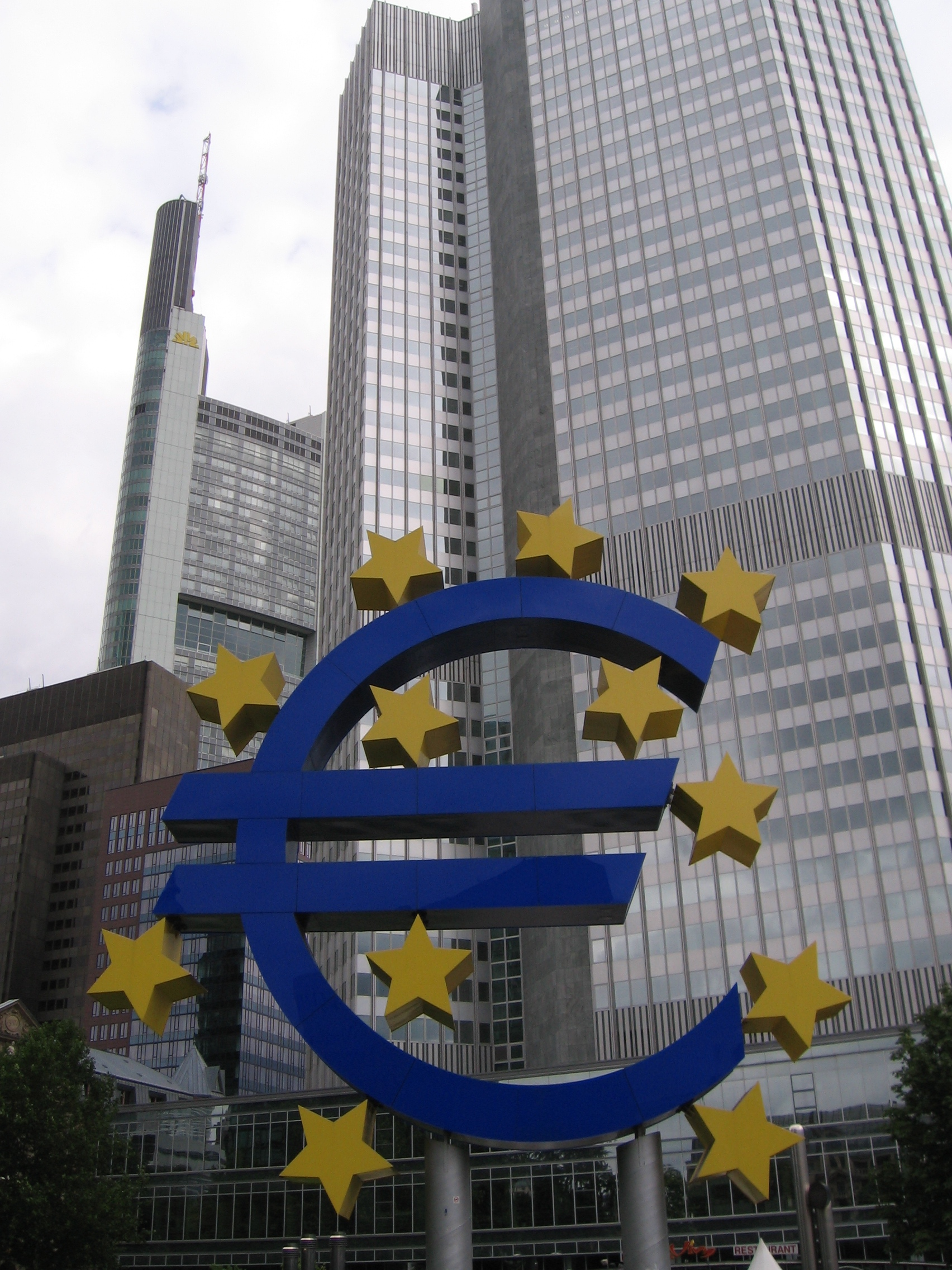
1988: Fundação do Banco Central Europeu

- 1215 — Zhongdu (atual Pequim), então sob o controle do imperador Jurchén Xuanzong de Jin, é capturada pelos mongóis sob o comando de Genghis Khan, encerrando a Batalha de Pequim.
- 1252 — Afonso X é proclamado rei de Castela e Leão.
- 1298 — Moradores de Riga e Grão-Ducado da Lituânia derrotaram a Ordem da Livônia na Batalha de Turaida.[1]
- 1533 — Ana Bolena é coroada rainha consorte da Inglaterra na Abadia de Westminster.[2]
- 1535 — Forças combinadas leais a Carlos V atacam e expulsam os otomanos de Túnis durante a Conquista de Túnis.
- 1648 — Os Roundheads derrotam os Cavaliers na Batalha de Maidstone na Segunda Guerra Civil Inglesa.[3]
- 1670 — Em Dover, Inglaterra, Carlos II da Inglaterra e Luís XIV da França assinam o Tratado Secreto de Dover, que forçará a Inglaterra a entrar na Terceira Guerra Anglo-Holandesa.
- 1676 — Batalha de Öland: forças aliadas dinamarquesas-holandesas derrotam a marinha sueca no mar Báltico, durante a Guerra da Escânia (1675-1679).
- 1679 — Os Covenanters escoceses derrotam John Graham de Claverhouse na Batalha de Drumclog.[4]
- 1773 — Wolraad Woltemade resgata 14 marinheiros no Cabo da Boa Esperança do naufrágio do navio De Jonge Thomas montando seu cavalo no mar sete vezes. Ele e seu cavalo, Vonk, morreram afogados em sua oitava tentativa.
- 1794 — Travada a batalha do Glorioso primeiro de junho, o primeiro combate naval entre a Inglaterra e a França durante as Guerras revolucionárias francesas.
- 1808 — Começa a circular o primeiro jornal brasileiro o Correio Braziliense ou Armazem Literário, porém publicado em Londres, Inglaterra.
- 1812 — Guerra Anglo-Americana: o presidente dos Estados Unidos, James Madison, pede ao Congresso que declare guerra ao Reino Unido.
- 1815 — Napoleão promulga uma Constituição revisada depois de aprovada por um plebiscito.
- 1831 — James Clark Ross torna-se o primeiro europeu no Polo norte magnético.
- 1855 — O aventureiro americano William Walker conquista a Nicarágua.
- 1857 — Publicação de Les Fleurs du mal, de Charles Baudelaire.
- 1871 — Fundada a Sociedade Filarmónica União Seixalense no Seixal, Portugal.
- 1879 — Napoleão Eugênio, o último dinástico da Casa de Bonaparte, é morto na Guerra Anglo-Zulu.
- 1890 — Departamento do Censo dos Estados Unidos começa a usar a máquina tabuladora de Herman Hollerith para realizar as operações de recenseamento da população.
- 1910 — Segunda expedição de Robert Falcon Scott ao Polo Sul deixa Cardiff.
- 1913 — O Tratado de Aliança Grego-Sérvio é assinado, abrindo caminho para a Segunda Guerra dos Bálcãs.
- 1918 — Primeira Guerra Mundial: Frente Ocidental: Batalha de Belleau: as Forças Aliadas sob o comando de John J. Pershing e James Harbord enfrentam as Forças Alemãs Imperiais sob o comando de Guilherme, Príncipe Herdeiro da Alemanha.
- 1919 — A Lei Seca entra em vigor na Finlândia.[5]
- 1929 — Realiza-se em Buenos Aires a 1ª Conferência dos Partidos Comunistas da América Latina.
- 1933 — Fundada a Escola Paulista de Medicina na cidade de São Paulo, atualmente UNIFESP.
- 1939 — Primeiro voo do caça alemão Focke-Wulf Fw 190.
- 1941
  - Segunda Guerra Mundial: Batalha de Creta termina, com a ilha grega de Creta caindo frente aos alemães.
  - Começa o Farhud, um grande pogrom no Iraque e, como resultado, muitos judeus iraquianos são forçados a deixar suas casas.
- 1943 — Um avião civil que efetuava o percurso Lisboa - Londres é abatido pelos alemães, no decurso da Segunda Guerra Mundial, matando todos os passageiros, incluindo o ator Leslie Howard.
- 1944 — BBC transmite uma mensagem codificada (a primeira linha de um poema de Paul Verlaine) para a resistência francesa, avisando a invasão iminente da Europa pelas forças aliadas.
- 1945 — Segunda Guerra Mundial: os aliados bombardeiam Osaka, a segunda cidade do Japão, que fica arrasada após receber uma carga de nada menos que 6 110 toneladas de explosivos despejados por aviões bombardeios B-29 acabando por arrasar a cidade que já fora vítima de um primeiro bombardeio feroz em 14 de março deste mesmo ano.
- 1946 — Ion Antonescu, "Conducator" ("Líder") da Romênia durante a Segunda Guerra Mundial, é executado.
- 1950 — Começa o incêndio de Chinchaga. Em setembro, seria o maior incêndio registrado na América do Norte.
- 1951 — Fundada a Associação Atlética Flamengo, de Guarulhos
- 1958 — Charles de Gaulle sai da aposentadoria para liderar a França por decreto por seis meses.
- 1961 — FCC regulamenta o padrão para radiodifusão estéreo em FM.
- 1962 — Adolf Eichmann é enforcado em Israel.
- 1964 — Quênia torna-se uma república com Jomo Kenyatta como seu primeiro presidente (1964 a 1978).
- 1967 — Lançamento do álbum Sgt. Pepper's Lonely Hearts Club Band, oitavo trabalho de estúdio da banda inglesa The Beatles, considerado o melhor disco de todos os tempos segundo a revista americana Rolling Stone.
- 1974 — A manobra de Heimlich para resgatar vítimas de asfixia é publicada na revista Emergency Medicine.[6]
- 1975 — União Patriótica do Curdistão é fundada por Jalal Talabani, Fuad Masum e outros.
- 1978 — Os primeiros pedidos internacionais sob o Tratado de Cooperação de Patentes são depositados.
- 1979 — O primeiro governo liderado por negros da Rodésia (atual Zimbábue) em 90 anos assume o poder.
- 1983 — Criado o Conselho Nacional do Meio Ambiente do Brasil.
- 1988 — Entra em vigor o Tratado de Forças Nucleares de Alcance Intermediário.
- 1990 — Guerra Fria: George H. W. Bush e Mikhail Gorbachev assinam um tratado para acabar com a produção de armas químicas.
- 1994 — A República da África do Sul torna-se uma república na Comunidade das Nações.[7]
- 1998 — Fundação do Banco Central Europeu em Bruxelas.
- 1999 — Voo American Airlines 1420 saiu da pista e se destroçou ao tentar aterrissar em meio a tempestade no Aeroporto Nacional de Little Rock, matando 11 pessoas em um voo de Dallas para Little Rock.
- 2001 — Massacre da Família Real do Nepal: o príncipe herdeiro Dipendra do Nepal atira e mata vários membros de sua família, incluindo seu pai e sua mãe.
- 2003 — República Popular da China começa a encher a Barragem das Três Gargantas, aumentando em cem metros o nível da água na barragem.
- 2009
  - O voo 447 da Air France cai no Oceano Atlântico na costa do Brasil em um voo do Rio de Janeiro para Paris. Todos os 228 passageiros e tripulantes são mortos.
  - A General Motors entra com pedido de falência pelo Capítulo 11. É a quarta maior falência dos Estados Unidos na história.
- 2011 — Ônibus espacial Endeavour faz seu pouso final após sua 25.ª missão no espaço.
- 2015 — Um navio que transportava 458 pessoas vira no rio Yangtze, na província chinesa de Hubei, matando 400 pessoas.[8]

## Nascimentos

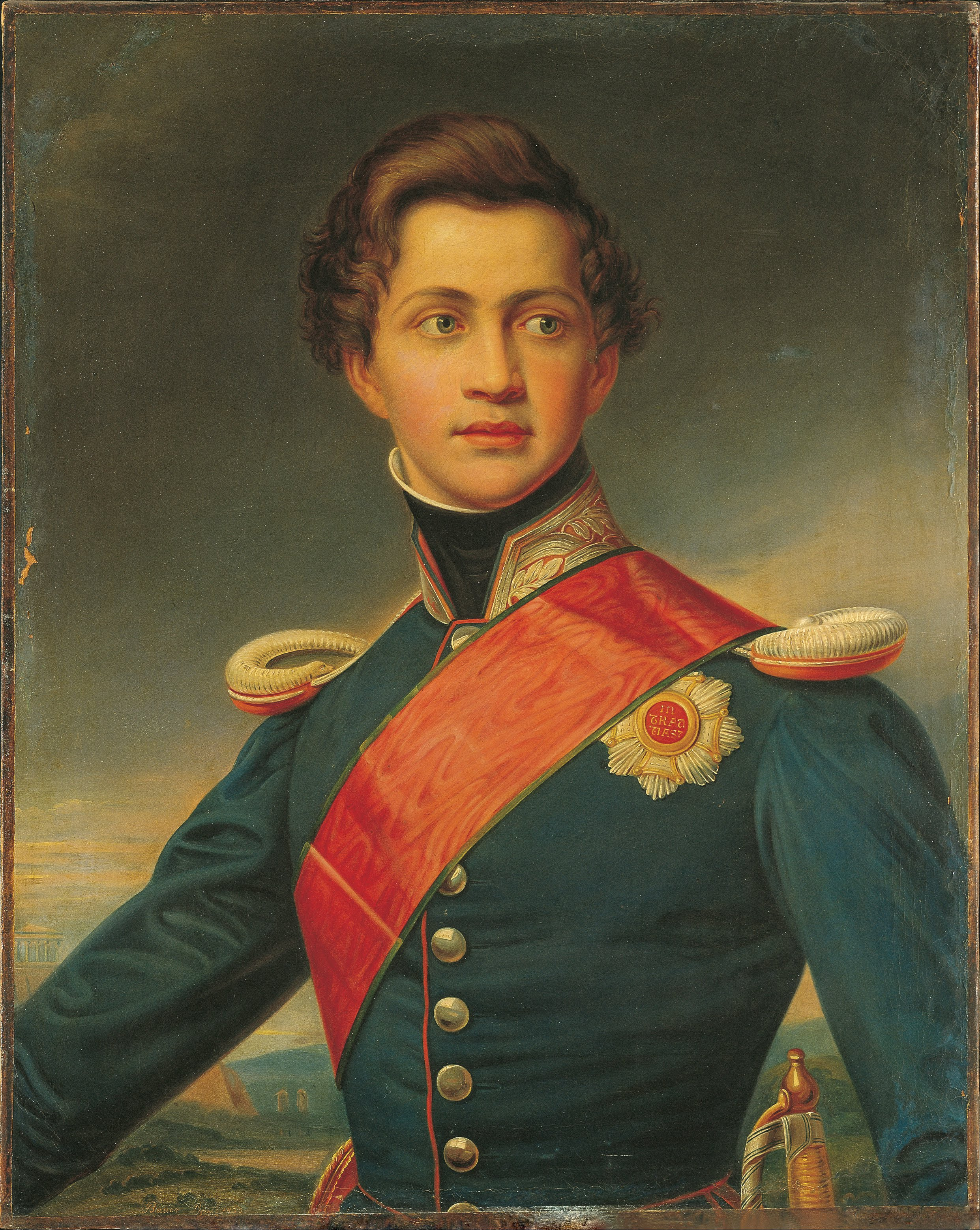
Oto da Grécia

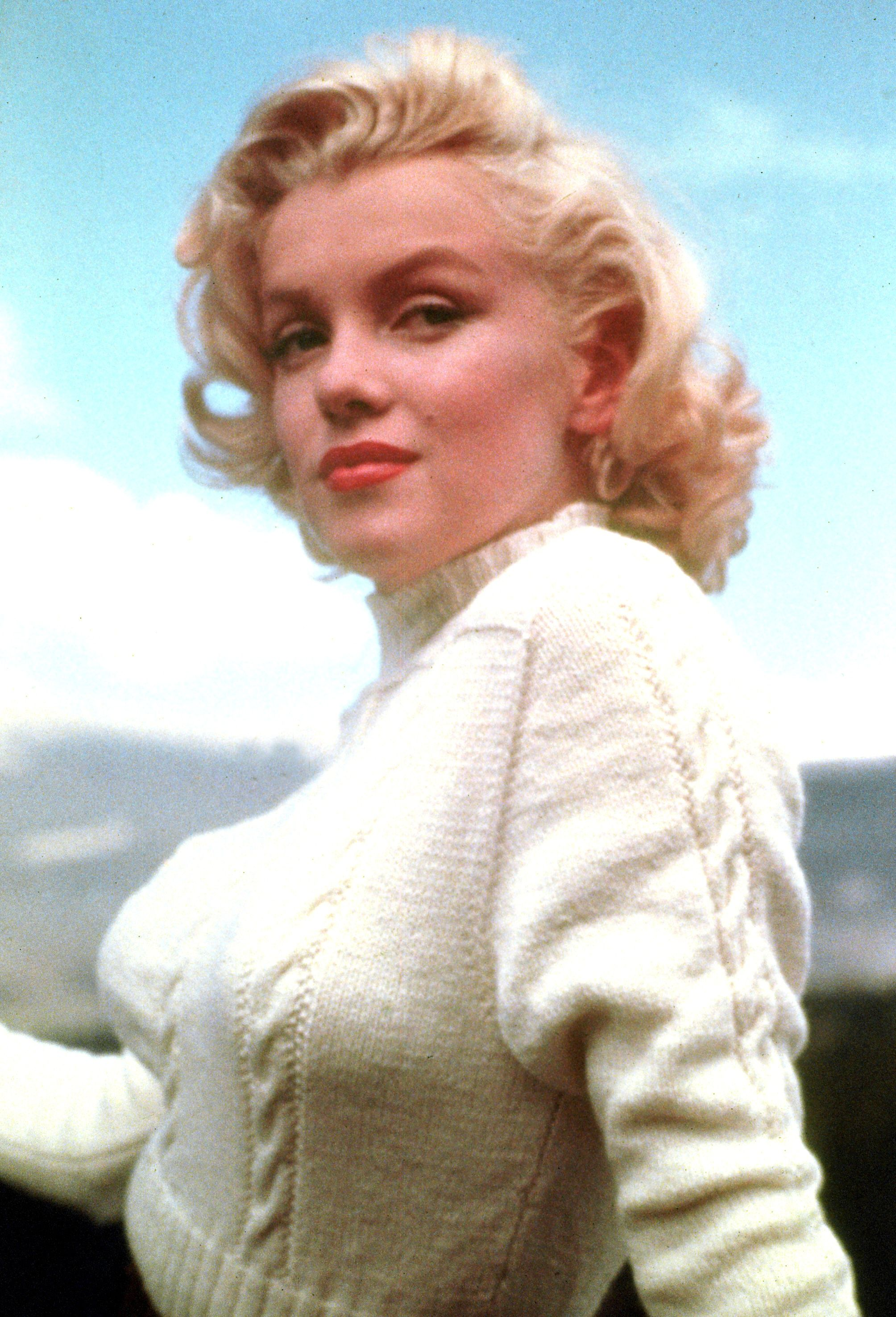
Marilyn Monroe

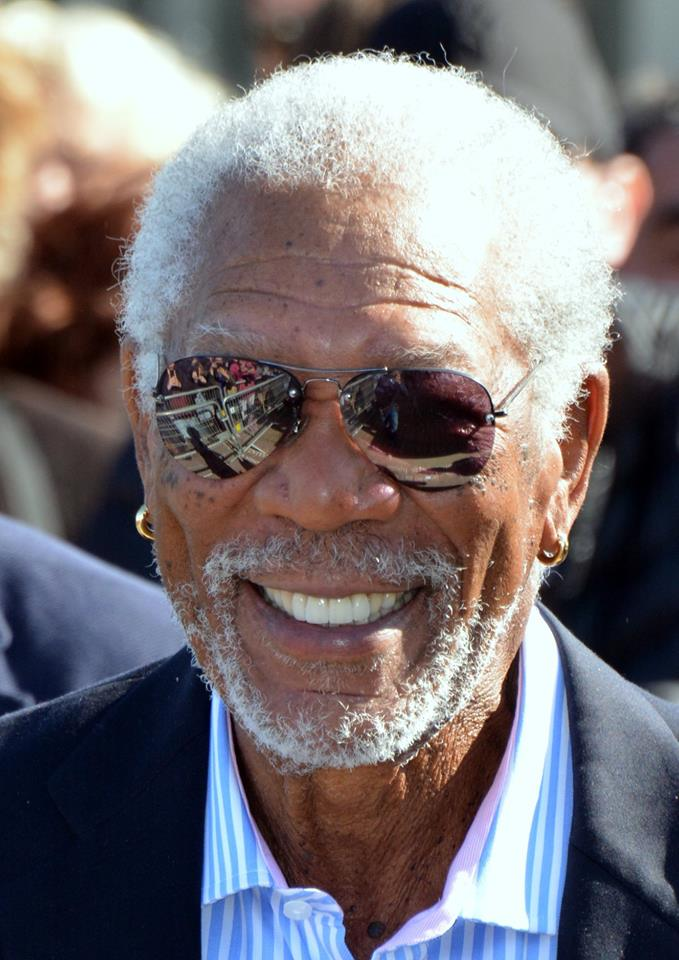
Morgan Freeman

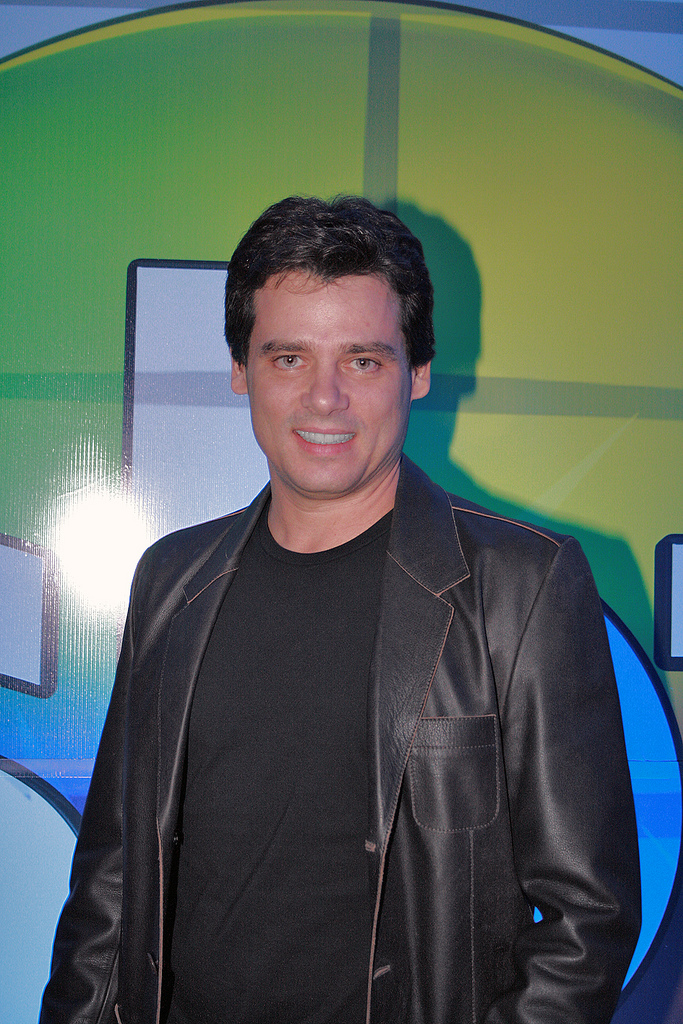
Celso Portiolli

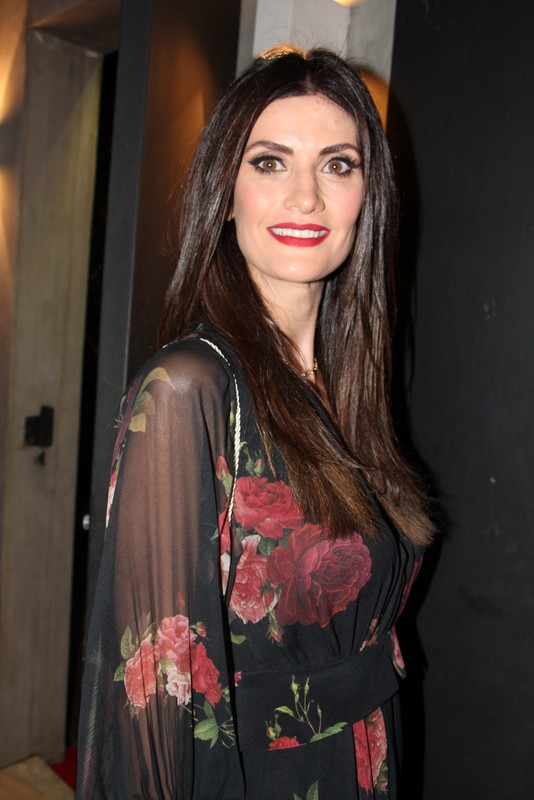
Isabella Fiorentino

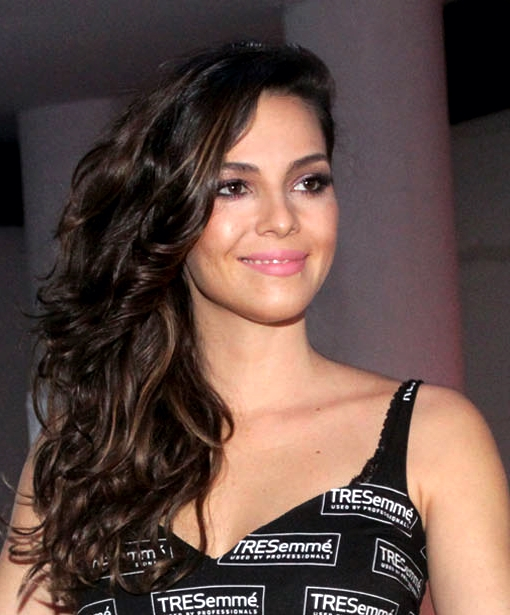
Tainá Müller

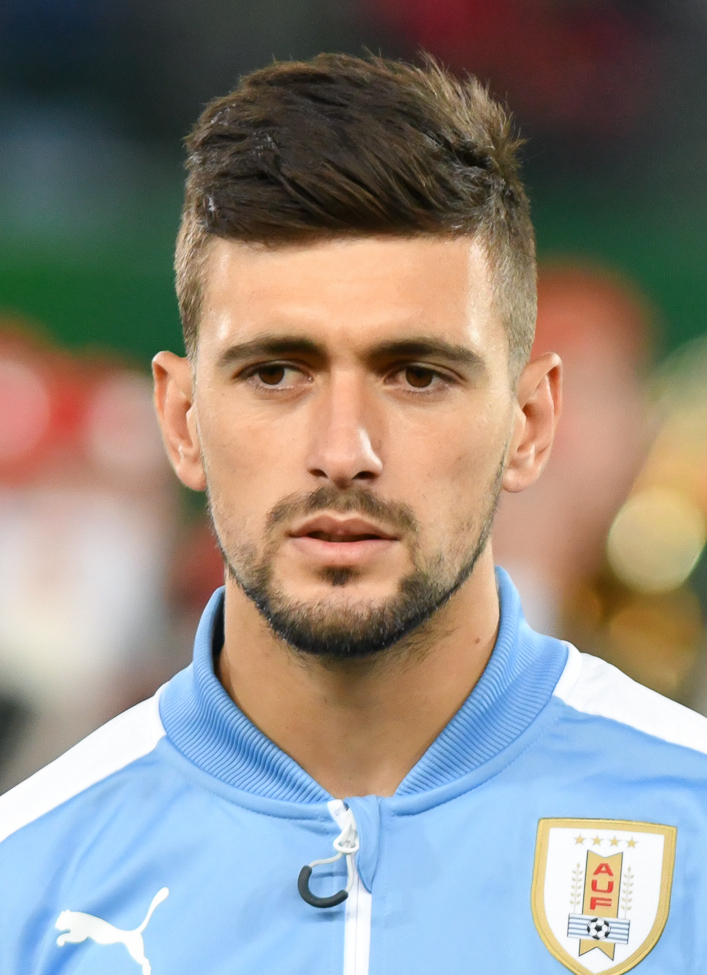
Giorgian de Arrascaeta

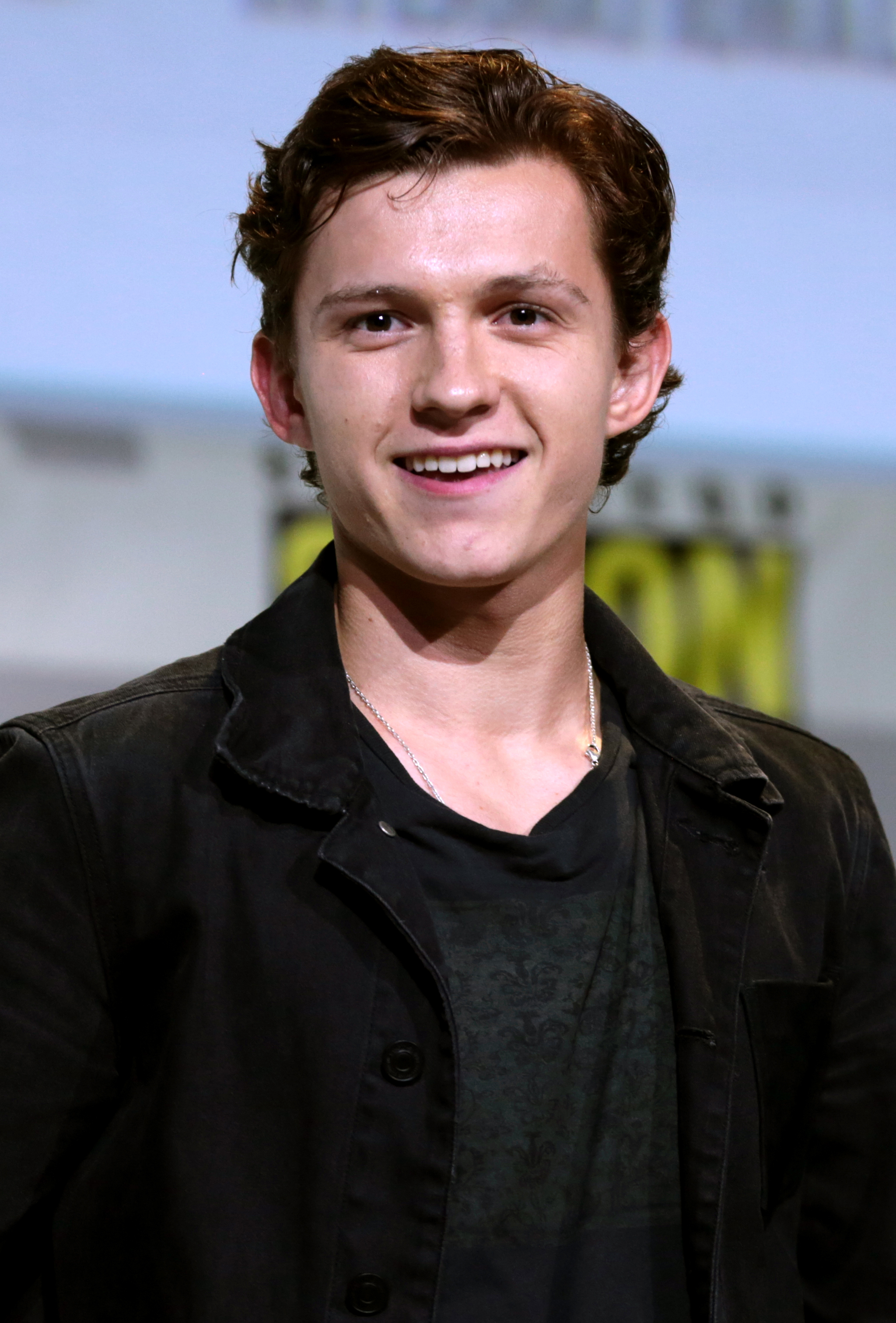
Tom Holland

### Anterior ao século XIX
- 1076 — Mistislau I de Kiev (m. 1132).
- 1300 — Tomás de Brotherton, 1.º Conde de Norfolk (m. 1338).
- 1395 — João Francisco Gonzaga, Marquês de Mântua (m. 1444).
- 1653 — Georg Muffat, compositor barroco francês (m. 1704).
- 1673 — Luísa Francisca de Bourbon (m. 1743).
- 1675 — Scipione Maffei, escritor e dramaturgo italiano (m. 1755).
- 1682 — Archibald Campbell, 3.º Duque de Argyll (m. 1761).
- 1754 — Fernando, Duque de Brisgóvia (m. 1806).
- 1781 — Francinaina Cirer Carbonell, religiosa espanhola (m. 1855).
- 1780 — Carl von Clausewitz, general prussiano (m. 1831).
- 1796 — Nicolas Léonard Sadi Carnot, físico francês (m. 1832).

### Século XIX
- 1804 — Mikhail Glinka, compositor russo (m. 1857).
- 1807 — Emily Donelson, ex-primeira dama dos Estados Unidos (m. 1836).
- 1815 — Otão da Grécia (m. 1867).
- 1819
  - Francisco V de Módena (m. 1875).
  - Wilhelmina Powlett, Duquesa de Cleveland, historiadora e escritora inglesa (m. 1891).
- 1833 — John Marshall Harlan, jurista estadunidense (m. 1911).
- 1845 — Kumarapuram Seshadri Iyer, político indiano (m. 1901).
- 1859 — Luísa de Thurn e Taxis (m. 1948)
- 1865 — Violet Herbert, Condessa de Powis (m. 1929).
- 1868 — Sofia de Merenberg (m. 1927).
- 1875 — Paul Landowski, escultor francês (m. 1961).
- 1878 — John Masefield, novelista e poeta britânico (m. 1967).
- 1879 — Max Emmerich, ginasta e triatleta alemão (m. 1956).
- 1889
  - Imre Payer, futebolista e treinador de futebol húngaro (m. 1957).
  - Helena Adelaide de Schleswig-Holstein-Sonderburg-Glücksburg (m. 1962).
- 1890 — Frank Morgan, ator e cantor estadunidense (m. 1939).
- 1892
  - Píndaro de Carvalho Rodrigues, futebolista e treinador de futebol brasileiro (m. 1965).
  - Amanullah Khan, monarca afegão (m. 1960).
- 1895 — Tadeusz Bór-Komorowski, militar e político polonês (m. 1966).
- 1899 — Edward Charles Titchmarsh, matemático britânico (m. 1963).

### Século XX

#### 1901–1950
- 1901 — Iolanda de Saboia, princesa da Itália (m. 1986).
- 1902 — Leopold Lindtberg, cineasta austríaco (m. 1984).
- 1903 — Niní Marshall, atriz e roteirista argentina (m. 1996).
- 1905 — Robert Newton, ator britânico (m. 1956).
- 1907 — Max Pauly, militar alemão (m. 1946).
- 1914 — Herbert Ihlefeld, aviador alemão (m. 1995).
- 1915
  - Günther Leibfried, físico alemão (m. 1977).
  - Bart Howard, compositor e escritor estadunidense (m. 2004).
  - John Randolph, ator estadunidense (m. 2004).
- 1916 — Murilo Rubião, escritor e jornalista brasileiro (m. 1991).
- 1917 — William Standish Knowles, químico estadunidense (m. 2012).
- 1918 — Gunnel Ahlin, escritora sueca (m. 2007).
- 1920
  - Rosita Thomaz Lopes, atriz brasileira (m. 2013).
  - Robert Clarke, ator e diretor estadunidense (m. 2005).
- 1921 — Nelson Riddle, maestro, produtor e orquestrador musical estadunidense (m. 1985).
- 1922
  - Bibi Ferreira, atriz, cantora, compositora e diretora brasileira (m. 2019).
  - Joan Caulfield, atriz estadunidense (m. 1991).
- 1925 — Marie Knight, cantora estadunidense (m. 2009).
- 1926
  - Marilyn Monroe, atriz estadunidense (m. 1962).
  - Andy Griffith, ator estadunidense (m. 2012).
  - Phillip Burton, político estadunidense (m. 1983).
  - Egon Drews, canoísta alemão (m. 2011).
- 1928
  - Georgi Dobrovolski, cosmonauta russo (m. 1971).
  - Melânia Luz, velocista brasileira (m. 2016).
- 1930
  - Maria de Lourdes Modesto, gastrônoma portuguesa (m. 2022).
  - Edward Woodward, ator britânico (m. 2009).
- 1931 — Zuenir Ventura, jornalista e escritor brasileiro.
- 1933 — Haruo Remeliik, político palauano (m. 1985).
- 1934 — Pat Boone, cantor e ator estadunidense.
- 1935
  - Norman Foster, arquiteto britânico.
  - Percy Adlon, diretor, produtor de cinema e roteirista alemão (m. 2024).
- 1936
  - Bekim Fehmiu, ator albanês (m. 2010).
  - Gerald Scarfe, cartunista britânico.
- 1937
  - Morgan Freeman, ator estadunidense.
  - Colleen McCullough, escritora australiana (m. 2015).
  - Ezio Pascutti, futebolista e treinador de futebol italiano (m. 2017).
- 1938 — Carlo Caffarra, cardeal italiano (m. 2017).
- 1939 — Cleavon Little, ator estadunidense (m. 1992).
- 1940
  - Rene Auberjonois, ator, cantor e dublador estadunidense (m. 2019).
  - Kip Thorne, físico norte-americano.
- 1941
  - Nicole Hassler, patinadora artística francesa (m. 1997).
  - Toyo Ito, arquiteto japonês.
  - Edo de Waart, maestro neerlandês.
- 1942
  - Braz Chediak, cineasta e escritor brasileiro.
  - Honorino Landa, futebolista chileno (m. 1987).
  - Ugo Giorgetti, cineasta brasileiro.
- 1943 — Big Boy, DJ, apresentador, jornalista e produtor musical brasileiro (m. 1977).
- 1944
  - Robert Powell, ator britânico.
  - Haïm Brézis, matemático francês (m. 2024).
  - Guy Scott, político e economista zambiano.
  - Rafael Viñoly, arquiteto uruguaio (m. 2023).
- 1945 — Frederica von Stade, soprano estadunidense.
- 1946 — Brian Cox, ator britânico.
- 1947
  - Ron Wood, guitarrista britânico.
  - Jonathan Pryce, ator britânico.
  - Ron Dennis, empresário e dirigente automobilístico britânico.
  - Paraíso, cantor e compositor brasileiro.
- 1948
  - Powers Boothe, ator estadunidense (m. 2017).
  - Tom Sneva, ex-automobilista estadunidense.
- 1949
  - Habib Essid, político tunisiano.
  - Alejandro Semenewicz, futebolista argentino (m. 2024).
- 1950 — Tom Robinson, cantor, compositor e baixista britânico.

#### 1951–2000
- 1952
  - Michel Kaham, ex-futebolista camaronês.
  - Santos Cruz, militar brasileiro.
  - Şenol Güneş, ex-futebolista e treinador de futebol turco.
- 1953
  - Roseana Sarney, política brasileira.
  - João Marcos, futebolista brasileiro (m. 2020).
  - Michelle Hurst, atriz estadunidense.
  - David Berkowitz, criminoso norte-americano.
- 1955 — Chiyonofuji Mitsugu, lutador de sumô japonês (m. 2016).
- 1956 — Saúl Lisazo, ator argentino.
- 1957
  - Carlos Alexandre, cantor e compositor brasileiro (m. 1989).
  - Carlos Kiese, ex-futebolista e treinador de futebol paraguaio.
- 1959
  - Martin Brundle, ex-automobilista e comentarista esportivo britânico.
  - Alan Wilder, músico britânico.
  - Thierry Rey, ex-judoca francês.
- 1960
  - Yelena Mukhina, ginasta soviética (m. 2006).
  - Simon Gallup, músico britânico.
  - Dhema, cantor e compositor brasileiro.
- 1961
  - Rubén Espinoza, ex-futebolista chileno.
  - Yevgeny Prigozhin, empresário e político russo (m. 2023).
  - Peter Machajdik, compositor eslovaco.
- 1963
  - Mike Joyce, músico britânico.
  - Luis Almagro, político, advogado e diplomata uruguaio.
  - Aloysio Neves, compositor e músico brasileiro.
  - Juan Manuel Llop, ex-futebolista e treinador de futebol argentino.
- 1964 — Andrea Richa, atriz brasileira.
- 1965 — Nigel Short, jogador de xadrez britânico.
- 1966
  - Abel Balbo, ex-futebolista e treinador de futebol argentino.
  - Mauricio Soria, ex-futebolista e treinador de futebol boliviano.
- 1967
  - Celso Portiolli, apresentador de televisão brasileiro.
  - Roger Sanchez, DJ estadunidense.
  - Gérson Caçapa, ex-futebolista brasileiro.
- 1968
  - Jason Donovan, cantor e ator australiano.
  - Karen Mulder, modelo neerlandesa.
- 1969
  - Teri Polo, atriz estadunidense.
  - Marian Ivan, ex-futebolista romeno.
  - Luis García Postigo, ex-futebolista mexicano.
- 1970
  - Alexi Lalas, ex-futebolista, dirigente esportivo e músico estadunidense.
  - Zé de Angola, ex-futebolista cabo-verdiano.
  - Alessandro Orlando, ex-futebolista italiano.
  - Takuya Jinno, ex-futebolista japonês.
  - Eddy Etaeta, ex-futebolista e treinador de futebol taitiano.
- 1971
  - Tony Sanneh, ex-futebolista estadunidense.
  - Sangaletti, ex-futebolista brasileiro.
  - Mario Cimarro, ator e cantor cubano.
  - Ghil'ad Zuckermann, linguista australiano.
- 1972
  - Maria Rueff, atriz portuguesa.
  - Rick Gomez, ator estadunidense.
- 1973
  - Heidi Klum, modelo e apresentadora de televisão alemã.
  - Adam Garcia, ator australiano.
  - Fred Deburghgraeve, ex-nadador belga.
  - Soraya Thronicke, advogada e política brasileira.
- 1974
  - Alanis Morissette, cantora canadense.
  - Michael Rasmussen, ciclista dinamarquês.
  - Melissa Sagemiller, atriz estadunidense.
  - Cornelius Huggins, ex-futebolista e treinador de futebol são-vicentino.
  - Mohamad Al-Modiahki, enxadrista qatariano.
  - Akis Zikos, ex-futebolista grego.
- 1975
  - Gaspar, ex-futebolista português.
  - Daniela Duarte, atriz brasileira.
  - James Storm, wrestler estadunidense.
- 1976
  - Álex da Rosa, ex-futebolista brasileiro-boliviano.
  - Werley Camargo, cantor brasileiro.
- 1977
  - Lino, ex-futebolista brasileiro.
  - Danielle Harris, atriz estadunidense.
  - Isabella Fiorentino, modelo brasileira.
  - Jón Jósep Snæbjörnsson, cantor islandês.
  - Sarah Wayne Callies, atriz estadunidense.
- 1979
  - Lopes Tigrão, ex-futebolista brasileiro.
  - António Semedo, ex-futebolista português.
  - Craig Olejnik, ator canadense.
  - Julien Bontemps, velejador francês.
- 1980
  - Oliver James, ator britânico.
  - Geisa Coutinho, velocista brasileira.
- 1981
  - Brandi Carlile, cantora estadunidense.
  - Hawar Mulla Mohammed, ex-futebolista iraquiano.
  - Amy Schumer, atriz, comediante, produtora e diretora norte-americana.
- 1982
  - Justine Henin, ex-tenista belga.
  - Tainá Müller, atriz brasileira.
  - Taikai Uemoto, ex-futebolista japonês.
- 1983
  - Moustapha Salifou, ex-futebolista togolês.
  - Ilie Daniel Popescu, ex-ginasta romeno.
- 1984
  - Taylor Handley, ator estadunidense.
  - Ariely Bonatti, cantora brasileira.
  - Stéphane Sessègnon, ex-futebolista beninense.
  - Jean Beausejour, ex-futebolista chileno.
  - David Neville, velocista estadunidense.
  - Naidangiin Tüvshinbayar, judoca mongol.
  - Ygor, ex-futebolista brasileiro.
  - Takuya Izawa, automobilista japonês.
- 1985
  - Mário Hipólito, futebolista angolano.
  - Tirunesh Dibaba, atleta etíope.
  - Kalililo Kakonje, ex-futebolista zambiano.
  - José Fernando Cuadrado, futebolista colombiano.
- 1986
  - Dayana Mendoza, modelo venezuelana.
  - Cisse Aadan Abshir, futebolista somali.
  - Chinedu Obasi, ex-futebolista nigeriano.
- 1987 — Yarisley Silva, atleta cubana.
- 1988
  - Sophia Reis, atriz e apresentadora brasileira.
  - Javier "Chicharito" Hernández, futebolista mexicano.
  - João Vitor, futebolista brasileiro.
  - Christine and the Queens, cantora francesa.
  - Nami Tamaki, cantora japonesa.
  - David Myrie, futebolista costarriquenho.
- 1989
  - Ariana Kukors, nadadora estadunidense.
  - Samuel Inkoom, futebolista ganês.
- 1990 — Miller Bolaños, futebolista equatoriano.
- 1991 — Amy Pieters, ciclista neerlandesa.
- 1992
  - Iskandar Dzhalilov, futebolista tajique.
  - Mabululu, futebolista angolano.
- 1993
  - Kelvin, futebolista brasileiro.
  - Allison Beveridge, ciclista canadense.
- 1994
  - Giorgian De Arrascaeta, futebolista uruguaio.
  - Harold Preciado, futebolista colombiano.
- 1996
  - Tom Holland, ator e dançarino britânico.
  - Edvinas Gertmonas, futebolista lituano.
  - Pongsatorn Sripinta, ator tailandês.
- 1997
  - Youssef En-Nesyri, futebolista marroquino.
  - Nicolás De La Cruz, futebolista uruguaio.
- 1998
  - Aleksandra Soldatova, ginasta russa.
  - Dudu Camargo, jornalista e apresentador de televisão brasileiro.
  - Branimir Kalaica, futebolista croata.
- 1999
  - Technoblade, youtuber estadunidense (m. 2022).
  - Alexis Renard, ciclista francês.
- 2000 — Willow Shields, atriz estadunidense.

### Século XXI
- 2001
  - Ed Oxenbould, ator australiano.
  - Duda Reis, atriz e influenciadora digital brasileira.
- 2002 — Mohamed Khalil Jendoubi, taekwondista tunisiano.
- 2003 — Shailyn Pierre-Dixon, atriz canadense.
- 2004
  - Taylor Barnard, automobilista britânico.
  - Andreas Schjelderup, futebolista norueguês.

## Mortes

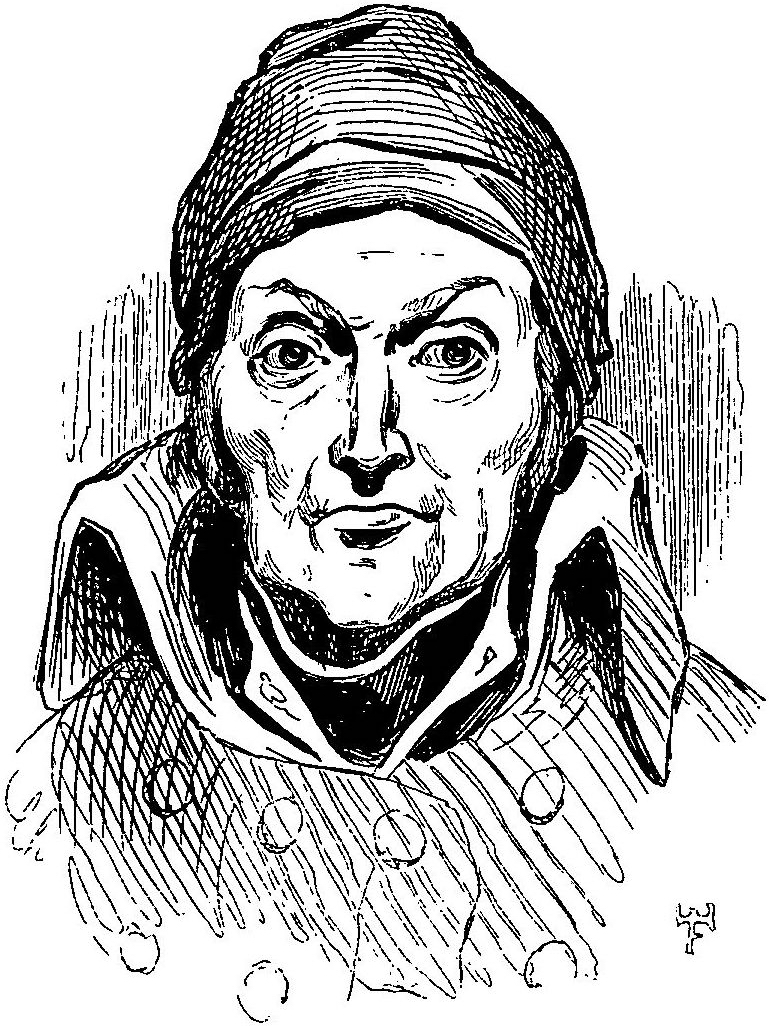
Nicolas Appert.

### Anterior ao século XIX
- 1432 — Dan II da Valáquia (n. ?).
- 1435 — Genebra de Cavalcanti, nobre italiana (n. 1397).
- 1434 — Ladislau II Jagelão da Polônia, grã-duque lituano (n. 1351).
- 1616 — Tokugawa Ieyasu, xogum japonês (n. 1543).
- 1794 — Alicia Wyndham, Condessa de Egremont (n. c. 1726).

### Século XIX
- 1841 — Nicolas Appert, inventor francês (n. 1749).
- 1846 — Papa Gregório XVI (n. 1765).
- 1890 — Camilo Castelo Branco, escritor português (n. 1825).

### Século XX
- 1925 — Thomas R. Marshall, político norte-americano (n. 1854)
- 1928 — Francisco de Paula Ramos de Azevedo, arquiteto brasileiro (n. 1851).
- 1943 — Leslie Howard, ator britânico (n. 1893).
- 1946 — Ion Antonescu, militar e político romeno (n. 1882).
- 1948 — Sonny Boy Williamson, músico estadunidense (n. 1899).
- 1952 — John Dewey, filósofo e pedagogo estadunidense (n. 1859).
- 1962 — Adolf Eichmann, oficial alemão (n. 1906).
- 1971 — Reinhold Niebuhr, teólogo estadunidense (n. 1892).
- 1979 — Werner Forßmann, físico alemão (n. 1904).
- 1983 — Carlos de Flandres (n. 1903).
- 1986 — Jo Gartner, automobilista austríaco (n. 1954).

### Século XXI
- 2001
  - Birendra do Nepal (n. 1945).
  - Hank Ketcham, cartunista estadunidense (n. 1920).
  - Nkosi Johnson, ativista sul-africano (n. 1989).
- 2006 — Rocío Jurado, cantora e atriz espanhola (n. 1946).
- 2008 — Yves Saint Laurent, criador de moda francês (n. 1936).
- 2009
  - Silvio Barbato, maestro brasileiro (n. 1959).
  - Bob Christie, automobilista norte-americano (n. 1924).
- 2011 — Manolo Otero, cantor e ator espanhol (n. 1942).
- 2014 — Marinho Chagas, futebolista brasileiro (n. 1952).
- 2023 — Lauro Fabiano, ator de voz brasileiro (n. 1937).

## Feriados e eventos cíclicos

### Internacionais
- Dia Internacional da Criança, adotado em países como Angola, Portugal e Moçambique.
- Dia Internacional do Leite
- Dia do Dinossauro - Estados Unidos

### Brasil
- Dia da Imprensa
- Feriado Municipal em Iporã do Oeste, Santa Catarina
- Feriado Municipal em Bom Despacho, Minas Gerais
- Feriado Municipal em Doutor Pedrinho, Santa Catarina
- Feriado Municipal em Divinópolis, Minas Gerais
- Feriado Municipal em Cachoeira de Minas, Minas Gerais
- Feriado Municipal em Guaxupé, Minas Gerais
- Feriado Municipal em Tupaciguara, Minas Gerais
- Feriado Municipal em Senador Canedo, Goiás
- Feriado Municipal em Mercês, Minas Gerais
- Feriado Municipal em Paraopeba, Minas Gerais
- Feriado Municipal em Santa Fé de Goiás, Goiás
- Feriado Municipal em Itatiaia , Rio de Janeiro
- Feriado Municipal em Perdões, Minas Gerais
- Feriado Municipal em Igrejinha, Rio Grande do Sul
- Feriado Municipal em São Luiz do Norte, Goiás
- Feriado Municipal em Maria da Fé, Minas Gerais

### Portugal
- Feriado Municipal de Palmela,  Miranda do Corvo e São Brás de Alportel

### Cristianismo
- Aníbal Maria Di Francia
- Crescentino de Tiferno
- Herculano de Piegaro
- João Batista Scalabrini
- Justino

### Mitologia romana
- Roma antiga: Dia de Carna, uma das ninfas da mitologia romana.

## Outros calendários
- No calendário romano era o dia das calendas de junho.
- No calendário litúrgico tem a letra dominical E para o dia da semana.
- No calendário gregoriano a epacta do dia é xxvii.